# 도파민 작용제
도파민 작용제(dopamine agonist, DA)는 도파민 수용체를 활성화하는 물질들, 즉 도파민 수용체의 작용제를 말한다. 도파민 수용체에는 D1 계열과 D2 계열이 있으며, 모두 G 단백질 연결 수용체(GPCR)이다. D1과 D5 수용체는 D1 계열에, D2, D3, D4 수용체는 D2 계열에 속한다. 도파민 작용제는 주로 파킨슨병의 치료에 사용되며, 그보다는 적은 빈도지만 고프로락틴혈증과 하지 불안 증후군 치료에도 쓰인다. 오프라벨로는 주요우울장애 치료에 이용되기도 한다. 그러나 도파민 작용제는 충동조절장애나 도파민 작용제 금단증상(DAWS) 발생과 같은 부작용도 가지고 있다.

## 의학적 사용

### 파킨슨병
도파민 작용제는 주로 파킨슨병 치료에 사용된다. 파킨슨병의 원인은 완전히 밝혀져 있지 않으나 특정 유전자의 돌연변이와 같은 유전적 요인, 환경 인자 등이 파킨슨병 발생과 연관이 있다고 알려져 있다. 파킨슨병에서는 신경전달물질로 도파민을 만들어내는 뇌의 도파민성 신경세포가 느리게 분해되어 결국 죽게 된다. 도파민 양이 감소하면서 뇌는 제대로 된 기능을 할 수 없게 되고 비정상적인 현상을 일으켜, 궁극적으로는 파킨슨병의 임상적 증상을 유발한다.
파킨슨병의 치료 방법에는 기본적으로 두 가지가 있는데, 도파민을 외부에서 대체해 주거나 도파민의 효과를 모방하는 것이다. 도파민 작용제는 도파민 수용체에 직접 작용하여 도파민의 효과를 따라한다. 도파민 작용제는 두 종류로 나눌 수 있는데, 에르골린인 물질과 에르골린이 아닌 물질이다. 두 종류의 작용제 모두 D2 계열 수용체를 표적으로 한다. 에르골린 작용제에는 카버골린과 브로모크립틴이 있고, 에르골린이 아닌 작용제에는 프라미펙솔, 로피니롤, 로티고틴이 있다. 에르골린 작용제들은 심장판막에서의 연골 형성 위험으로 인해 사용 빈도가 줄고 있다.
한편 파킨슨병 환자에서는 우울감과 우울증이 흔히 동반되어 삶의 질을 떨어뜨릴 수 있다. 또한 불안감이 커지면 파킨슨병의 증상을 악화시킬 수 있으므로 치료할 필요가 있다. 파킨슨병 환자의 우울감 치료에 기존의 항우울제 대신 도파민 작용제를 사용하는 방법이 제안되기도 하였다. 도파민 작용제는 파킨슨병의 주 증상 중 하나인 운동 기능 관련 합병증을 완화시켜 우울감과 우울증을 치료하는 데에 도움이 될 수 있다고 주로 생각된다. 도파민 작용제가 파킨슨병 환자의 우울감과 우울증을 치료하는 항우울 효과가 어느 정도인지 확립하기 위해 추가적인 연구가 필요한 상태이다.

### 고프로락틴혈증
도파민은 D2 계열 수용체에 작용하여 프로락틴을 억제하는 프로락틴 억제 인자(PIF)이다. 이는 도파민 작용제가 고프로락틴혈증의 일차 치료제로 사용되는 이유이다. 에르골린 유도체인 브로모크립틴과 카버골린이 주로 고프로락틴혈증 치료에 사용된다. 연구에서는 이 약물들이 정상 생식샘 기능에서 프로락틴의 과다분비를 억제하여 프로락틴샘종의 크기를 줄일 수 있다고 밝혔다.

### 하지 불안 증후군
하지 불안 증후군의 치료에 도파민 작용제를 사용하는 여러 임상연구가 수행되었다. 하지 불안 증후군은 다리를 움직이려 하는 강한 충동을 특징으로 하며, 도파민 의존성 장애이다. 도파민 수용체를 자극하여 도파민 농도를 높일 수 있는 도파민 작용제 등의 약제는 하지 불안 증후군의 증상을 감소시킨다.

## 부작용
도파민 작용제의 주된 적응증은 파킨슨병이나 그 외에도 고프로락틴혈증과 하지 불안 증후군에도 도파민 작용제가 쓰인다. 부작용 발생이 주로 보고되는 경우는 도파민 작용제가 흔히 쓰이는 파킨슨병 치료로, 특히 파킨슨병에서는 레보도파를 일차 치료제로 사용하고 있다.
에르골린 유도체는 1세대 도파민 작용제로, 에르골린 유도체가 아닌 신세대 도파민 작용제들에 비해 사용 빈도가 줄고 있다. 이는 에르골린 유도체가 도파민 수용체 외의 다른 수용체와도 상호작용하여 더 많은 부작용을 일으키기 때문이다. 에르골린 유도체에는 브로모크립틴, 카버골린, 퍼골라이드, 리수라이드 등이 있다. 에르골린 유도체가 아닌 도파민 작용제에는 프라미펙솔, 로피니롤, 로티고틴, 피리베딜, 아포모르핀 등이 있다.
가장 흔한 부작용에는 변비, 구역질, 두통이 있다. 덜 흔하지만 심한 부작용에는 환각, 말초 부위의 부종, 위장관계의 궤양, 폐섬유증, 정신증이 있다.
도파민 작용제는 심장의 문제와도 연관이 있다. 저혈압, 심근경색, 울혈성 심부전, 심장의 섬유화, 심낭삼출, 빈맥 등의 부작용이 나타날 수 있다. 특히 고혈압이 있는 노년층 환자에서는 에르골린 유도체인 도파민 작용제의 사용이 심장판막증의 위험을 높일 수 있다.
졸림과 수면발작이 도파민 작용제를 사용하는 환자의 거의 30%에서 부작용으로 보고되었다. 주간졸림증, 불면증, 그 외 수면장애도 부작용으로 보고된 바 있다.
도박, 성욕 과다, 충동적인 쇼핑과 폭식 등의 충동조절장애도 도파민 작용제의 심각한 부작용 중 하나로 꼽힌다.
도파민 작용제의 장기간 사용 후, 용량을 줄이거나 투여를 중단할 때 금단증상이 생길 수 있다. 불안감과 초조함, 공황발작, 불쾌감, 과민함, 전신의 통증, 자살 충동, 피로감, 기립성 저혈압, 구역질, 구토, 발한, 약물에 대한 갈망 등이 금단증상으로 나타날 수 있는 부작용이다. 금단증상이 단기간만 지속되고 완전히 회복되는 경우도 있고, 금단증상이 수 개월에서 수 년까지 지속되는 만성금단증상이 발생하는 환자도 있다.

## 작용 기전
도파민 수용체는 GPCR에 속하며 다섯 가지의 아형으로 나뉜다. 다섯 가지의 도파민 수용체는 아데닐산 고리화효소에 대한 작용 기전에 따라 D1 계열인 D1, D5 수용체와 D2 계열인 D2, D3, D4 수용체로 나뉜다. D1 계열 수용체는 주로 Gαs/olf 단백질과 연결되어 있으며, 아데닐산 고리화효소를 활성화시켜 cAMP의 세포내 농도를 증가시킨다. 또한 Gβγ 복합체와 N형 칼슘 통로도 활성화시킨다. D2 계열 수용체는 반대로 아데닐산 고리화효소를 억제하여 이차 전달자인 cAMP의 세포내 농도를 감소시킨다.

## 같이 보기
- 도파민성
- 부교감신경 흥분제